# 821
821(팔백이십일)은 820보다 크고 822보다 작은 자연수다.

## 수학
- 142번째 소수다. 앞의 소수는 811, 다음 소수는 쌍둥이 소수인 823이다.
- 피타고라스 삼조의 빗변의 길이이다. ({\displaystyle 429^{2}+700^{2}=821^{2}})[a]

## 과학
- NGC 821(영어판): 양자리 방향에 있는 타원은하.
- 821 파니(영어판): 소행성.

## 교통

### 철도
- 큐슈여객철도 821계 전동차(일본어판)
- 수도권 전철 8호선 남위례역의 역번호.

### 도로
- 유럽 고속도로 821호선: 이탈리아 로마에서 산체사레오까지 이어지는 유럽 고속도로.
- 821번 지방도: 전라남도 영암군 삼호읍에서 나주시 공산면까지 이어지는 대한민국의 지방도.

## 군사
- U-821(영어판): 제2차 세계 대전에 사용된 나치 독일의 군용 잠수함.

## 문화유산
- 대한민국의 보물 제821호: 종묘 영녕전

## 기타
- 날짜: 8월 21일
- 연도: 821년, 기원전 821년